# Molfetta Sportiva 1941-1942
Questa voce raccoglie le informazioni riguardanti il Molfetta Sportiva nelle competizioni ufficiali della stagione 1941-1942.

## Rosa
| N. |                   | Ruolo | Calciatore          |
| -- | ----------------- | ----- | ------------------- |
|    | Italia (bandiera) | D     | Alberto Barratucci  |
|    | Italia (bandiera) | P     | Stefano Binetti     |
|    | Italia (bandiera) | A     | Domenico Carofiglio |
|    | Italia (bandiera) | A     | Antonio Cesarini    |
|    | Italia (bandiera) | C     | Gaetano Catacchio   |
|    | Italia (bandiera) | A     | Angelo De Candia    |
|    | Italia (bandiera) | D     | Cosimo De Gennaro   |
|    | Italia (bandiera) | D     | Pasquale De Vanna   |

| N. |                   | Ruolo | Calciatore         |
| -- | ----------------- | ----- | ------------------ |
|    | Italia (bandiera) | C     | Pietro Di Molfetta |
|    | Italia (bandiera) | P     | Pasquale Di Pinto  |
|    | Italia (bandiera) | D     | Vincenzo Ferrante  |
|    | Italia (bandiera) | C     | Vincenzo Larizza   |
|    | Italia (bandiera) | A     | Giuseppe Mesto     |
|    | Italia (bandiera) | D     | Nesto Ribelle      |
|    | Italia (bandiera) | D     | Gennaro Sallustio  |